# Giovanni Battista Bussi de Pretis
Giovanni Battista Bussi de Pretis (ur. 11 września 1721 w Urbino, zm. 27 czerwca 1800 w Jesi) – włoski kardynał.

## Życiorys
Urodził się 11 września 1721 roku w Urbino, jako syn Francesca Marii de Pretis i Lucrezii di Porto. Studiował na Uniwersytecie w Urbino, gdzie uzyskał doktorat utroque iure. Następnie został referendarzem Trybunału Obojga Sygnatur i prałatem Fabryki Świętego Piotra. 21 lutego 1794 roku został kreowany kardynałem prezbiterem i otrzymał kościół tytularny San Lorenzo in Panisperna. Tego samego dnia został biskupem Jesi. 13 kwietnia przyjął święcenia kapłańskie, a dwa tygodnie później – sakrę. Zmarł 27 czerwca 1800 roku w Jesi.